# Ángel de Ferrerías
José Martí Coll, al tomar los votos Ángel de Ferrerías (Ferrerías, 11 de febrero de 1905-Sarrià, 28 de julio de 1936) fue un fraile católico español perteneciente a la Orden de los Frailes Menores Capuchinos y beato de la Iglesia católica.

## Biografía
Nacido en la isla de Menorca en 1905, entró en la orden capuchina y vistió el hábito en el noviciado de Manresa el 8 de noviembre de 1923. 
Tres años años más tarde emitió solemnemente sus votos. Posteriormente ejerció como limosnero de Manresa y de sacristán. En 1934 se trasladó al convento de su orden en Sarrià. El 28 de julio de 1936, al inicio de la Guerra Civil sería ejecutado a las afueras de esta ciudad junto con el padre Modesto de Mieres.
El 21 de noviembre de 2015, fue beatificado junto a sus 25 compañeros del convento por el papa Francisco.